# Addekoppa, Gauribidanur
Addekoppa là một làng thuộc tehsil Gauribidanur, huyện Kolar, bang Karnataka, Ấn Độ.